# Ildegarda di Bingen
Ildegarda di Bingen (in tedesco Hildegard von Bingen; Bermersheim vor der Höhe, 28 marzo 1098 – Bingen am Rhein, 17 settembre 1179) è stata una monaca cristiana, scrittrice, mistica e teologa tedesca.
Monaca benedettina, è venerata come santa dalla Chiesa cattolica; nel 2012 è stata dichiarata dottore della Chiesa da papa Benedetto XVI.

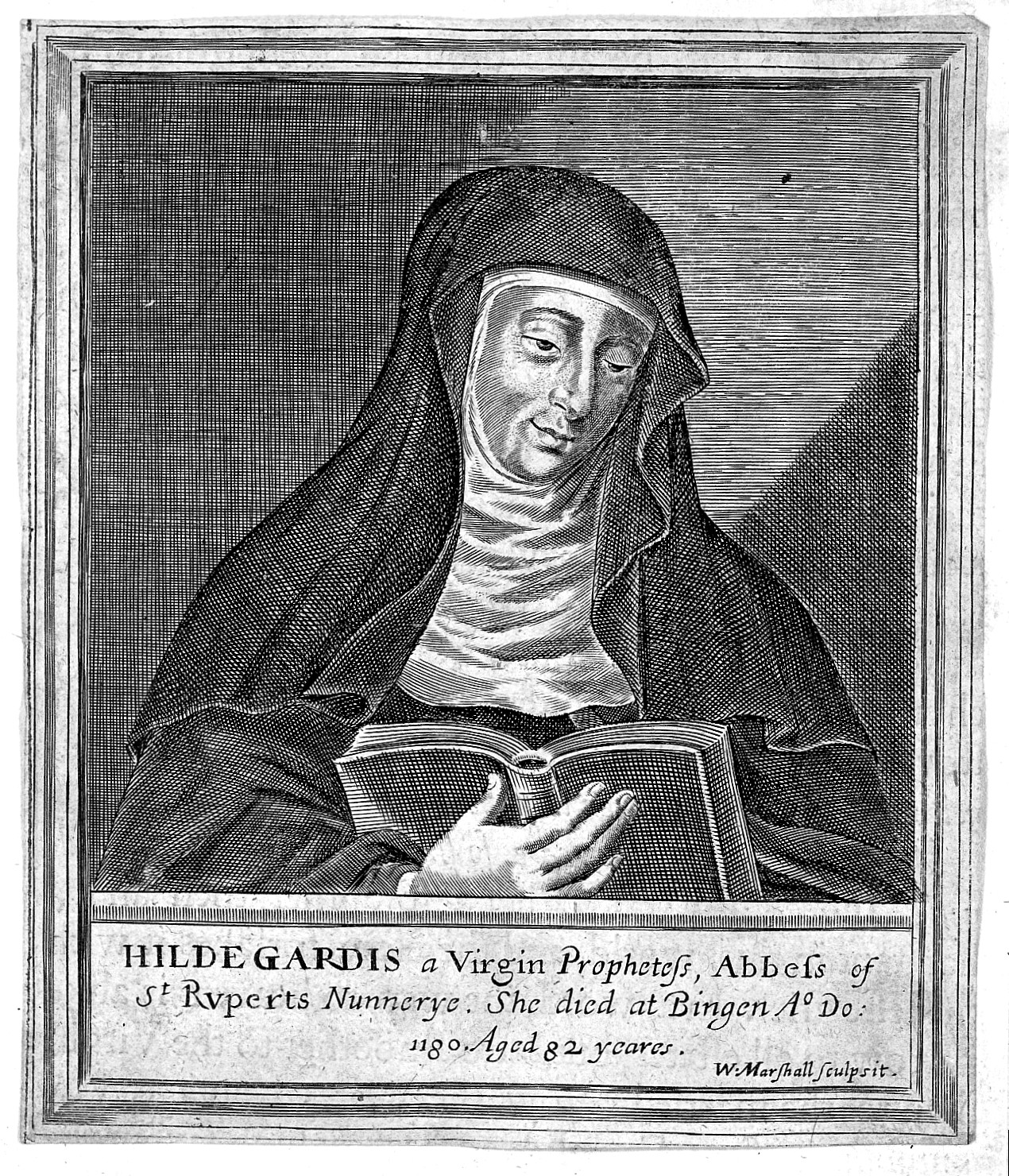

Donna dai numerosi talenti, nella sua vita fu inoltre profetessa, guaritrice, erborista, naturalista, cosmologa, gemmologa, filosofa, artista, poetessa, drammaturga, musicista, linguista e consigliera politica. Fu interpellata per consigli e aiuto da molti personaggi eminenti del suo periodo, come, ad esempio, Federico Barbarossa, Filippo di Alsazia, san Bernardo da Chiaravalle ed Eugenio III.

## Biografia
Nacque, ultima di dieci fratelli, a Bermersheim vor der Höhe, vicino ad Alzey, nell'Assia Renana, nell'estate del 1098, un anno prima che i crociati conquistassero Gerusalemme.
Le visioni di Ildegarda sarebbero iniziate in tenera età e avrebbero contrassegnato tutta la sua esistenza. All'età di otto anni, a causa della sua cagionevole salute, era stata messa nell'Abbazia di Disibodenberg dai nobili genitori, Ildeberto e Matilda di Vendersheim, dove fu educata da Jutta (o Giuditta) di Sponheim, giovane aristocratica ritiratasi in monastero. Pronunciò i voti monastici tra il 1112 e il 1115 nelle mani del vescovo Ottone di Bamberga.
Ildegarda studiò sui testi dell'enciclopedismo medievale del teologo siro chiamato, all'epoca, Dionigi l'Areopagita [oggi riconosciuto piuttosto come lo Pseudo-Dionigi l'Areopagita] e di Agostino. Iniziò a parlare, e a scrivere, delle sue visioni (che definiva «visioni non del cuore o della mente, ma dell'anima») solo intorno al 1136, quando aveva ormai quasi quarant'anni. Alla morte di Giuditta, Ildegarda le succedette come magistra (ovvero priora) della comunità col consenso delle poche consorelle, che allora facevano parte del monastero maschile di san Disibodo.

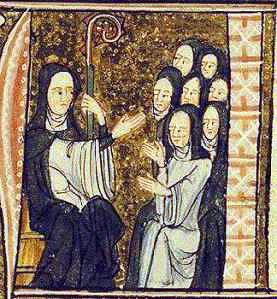
Santa Ildegarda e la sua comunità di monache in una miniatura del XIII secolo.

Pochi anni dopo, per far fronte al crescente numero di novizie, si trasferì nella comunità femminile del monastero di Rupertsberg da lei stessa fondato nel 1150 a Bingen, intitolato a san Ruperto (del quale scrisse l'unica biografia esistente),
le cui rovine verranno rimosse nel 1857 per far posto a una ferrovia. Si dice facesse vestire sfarzosamente le consorelle, adornandole con gioielli, per salutare con canti le festività domenicali. Nella sua visione religiosa della creazione, l'uomo rappresentava la divinità di Dio, mentre la donna idealmente personificava l'umanità di Gesù. Nel 1165 fonderà un'altra abbazia, tuttora esistente e floridissimo centro religioso-culturale, ad Eibingen, sul lato opposto del Reno. L'abbazia è visitabile, e nella chiesa si possono ammirare gli affreschi che ritraggono i momenti salienti della vita di Ildegarda e i segni straordinari che accompagnarono il momento del suo trapasso, avvenuto il 17 settembre 1179.
Nell'arco di una dozzina di anni, tra la fine del 1159 e il 1170, compì quattro viaggi pastorali, predicando nelle cattedrali di Colonia, Treviri, Liegi, Magonza, Metz e Würzburg.

### I rapporti con la Chiesa
Fondatrice del monastero di Bingen am Rhein nel 1165, Ildegarda fu spesso in contrasto con il clero; riuscì tuttavia a ribaltare il concetto monastico prevalente fino ad allora, e che per molto tempo ancora sarebbe rimasto inamovibile, preferendo una vita di predicazione aperta verso l'esterno a quella più tradizionalmente claustrale. Quando ormai era ritenuta un'autorità all'interno della Chiesa, papa Eugenio III nel 1147 lesse alcuni dei suoi scritti durante il sinodo di Treviri di quell’anno. In tale occasione, fu autorizzata a scrivere ed esporre in pubblico le sue visioni.

### Contributi alle scienze
(Ildegarda, Patrologia Latina, 189 C, da una lettera a San Bernardo di Chiaravalle del 1146)

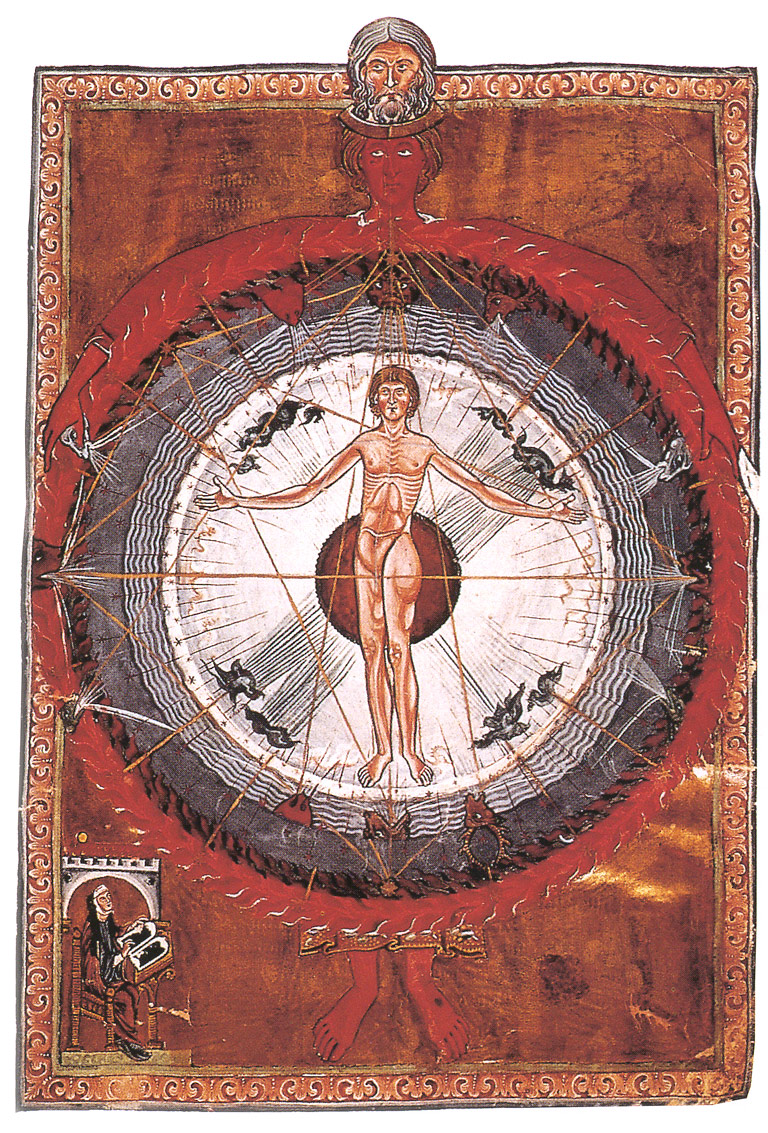
L'Uomo Universale, dal Liber Divinorum Operum, folio 9, XIII secolo (Biblioteca statale di Lucca)

Ildegarda studiò a lungo occupandosi di teologia, musica e medicina, e lasciando alcuni libri profetici come lo Sci vias (Conosci le vie), il Liber Vitae Meritorum (Libro dei meriti della vita) e il Liber Divinorum Operum (Libro delle opere divine), tra le cui figure viene rappresentato l'Adam Qadmon cabalistico, oltre a una notevole quantità di lavori musicali, raccolti sotto il titolo di Symphonia harmoniae celestium revelationum, diviso in due parti: i Carmina (Canti) e l'Ordo Virtutum (La schiera delle virtù, opera drammatica musicata).
Un notevole contributo lo diede pure alle scienze naturali, scrivendo un trattato enciclopedico che raccoglieva tutto il sapere medico e botanico del suo tempo e che poi è stato conosciuto attraverso due opere distinte, sotto il titolo di Physica (Storia naturale o Libro delle medicine semplici) e Causae et curae (Libro delle cause e dei rimedi o Libro delle medicine composte). Ebbero anche grande fama le sue lettere a vari destinatari, che trattano di diversi argomenti, nelle quali Ildegarda risponde soprattutto a richieste di consigli di ordine spirituale.
Di grande valore sono pure le 38 questioni sottoposte alla badessa di Bingen dai monaci di Villers, le cui risposte formano il trattato Solutiones triginta octo questionum, secondo la forma delle quaestiones, propria del pensiero teologico sviluppato negli studia delle città. Le domande vertono sull'ordine e sull'essenza della Creazione, sul rapporto che lega Dio agli uomini, sui concetti di corpo, anima, uomo e angelo.

#### LaViriditas
Nel latino classico di Cicerone, viriditas significava «vigore, freschezza, vivacità giovanile». In quanto derivato da viridis, indica il colore verde, e quindi tutto ciò che ad esso è idealmente collegato in termini di crescita vitale, forza e vigore. Non propriamente come neologismo, questa parola fu utilizzata da Ildegarda von Bingen in un'accezione nuova, ad indicare una forma ignota di energia spirituale addensata e ancora inespressa nei germogli di colore verde, sostanziata nel loro colore, e che lei approfondì diffusamente nei suoi scritti attraverso i vari rami del sapere.

### La Lingua ignota

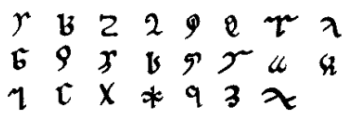
Le 23 litterae ignotae di Ildegarda

Ildegarda fu l'autrice di una delle prime lingue artificiali di cui si abbiano notizie, la lingua ignota (dal latino "lingua sconosciuta"), da lei utilizzata probabilmente per fini mistici. Essa utilizza un alfabeto di 23 lettere, definite le ignotae litterae. Ildegarda ha parzialmente descritto la lingua in un'opera intitolata Lingua Ignota per hominem simplicem Hildegardem prolata, di cui sono sopravvissuti solo due manoscritti, entrambi risalenti al Duecento: il Riesenkodex e un manoscritto di Berlino. Il testo è un glossario di 1011 parole in lingua ignota, con traslitterazione per la maggior parte in latino e in tedesco medievale; le parole sembrano essere "a priori" neologismi, per lo più nomi con qualche aggettivo. Sotto l'aspetto grammaticale, sembra essere una parziale rilessificazione della lingua latina: infatti la "lingua ignota" è stata ideata tramite l'adattamento di un nuovo vocabolario alla grammatica latina preesistente.
Non è noto se altri, oltre la sua creatrice, abbiano avuto familiarità con essa. Nel XIX secolo alcuni credevano che Ildegarda avesse ideato il suo linguaggio per proporre una lingua universale che unisse tutte le persone (per questo motivo santa Ildegarda è riconosciuta oggi come la patrona degli esperantisti con San Pio X). Tuttavia oggi è generalmente accettato che la lingua ignota sia stata concepita come un linguaggio segreto, simile alla "musica inaudita" di Ildegarda, della quale ella avrebbe avuto conoscenza per ispirazione divina. Questa lingua, essendo stata ideata nel XII secolo, può essere considerata come una delle più antiche lingue artificiali oggi conosciute.

### La sfida all'Imperatore
Monaca "aristocratica", Ildegarda più volte definì se stessa come «una piuma abbandonata al vento della fiducia di Dio». Fedele peraltro al significato del suo nome, "protettrice delle battaglie", fece della sua religiosità un'arma per una battaglia da condurre per tutta la vita: scuotere gli animi e le coscienze del suo tempo.
Non ebbe timore di uscire dal monastero per conferire con vescovi e abati, nobili e principi. In contatto epistolare con il monaco cistercense Bernardo di Chiaravalle, sfidò con parole durissime l'imperatore Federico Barbarossa, fino ad allora suo protettore, quando questi oppose due antipapi ad Alessandro III. L'imperatore non si vendicò dell'affronto, ma ruppe il rapporto di amicizia che fino ad allora li aveva legati.
Nel 1169, riuscì in un esorcismo su una tale Sigewize, che aveva fatto ricoverare nel suo monastero, dopo che altri religiosi non erano approdati a nulla: nel rito da lei personalmente condotto, volle però naturalmente la presenza di sette sacerdoti (unici dotati del ministero di esorcizzare).

## Il culto

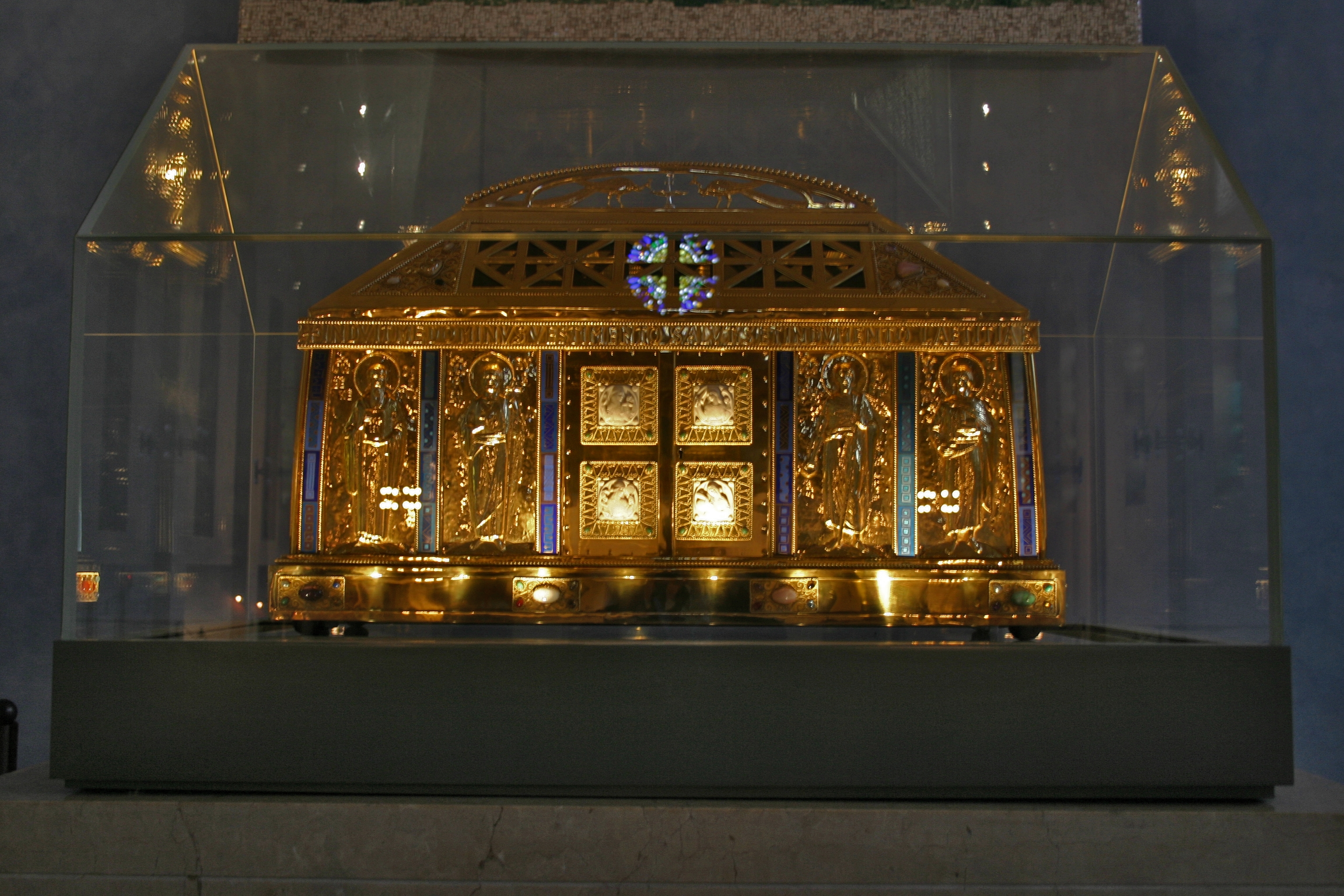
Reliquiario contenente le ossa di Santa Ildegarda di Bingen nella chiesa parrocchiale di Eibingen.

La sua memoria liturgica cade il 17 settembre, giorno della sua morte. Tale giorno, secondo la tradizione, sarebbe stato "predetto" dalla santa a seguito di una delle sue ultime visioni.
Dal Martirologio Romano (ed. 2004):
Ildegarda fu seppellita nel Monastero di Rupertsberg, dove le fu elevato un ricco mausoleo. Quando però nel 1632, durante la guerra dei trent'anni, il monastero fu distrutto e bruciato dagli Svedesi, le monache benedettine portarono via con loro le reliquie nella cappella del priorato di Eibingen, dove ancora oggi si trovano.
Papa Giovanni Paolo II, in una lettera per l'ottocentesimo anniversario della sua morte, salutò in Ildegarda come «Luce del suo popolo e del suo tempo» e la «profetessa della Germania», la donna « [...] che non esitò a uscire dal monastero per incontrare, intrepida interlocutrice, vescovi, autorità civili, e lo stesso imperatore» (Corrado III di Svevia o Federico Barbarossa), e non esitò a fondare monasteri e parlare alle folle.
Il 10 maggio 2012 papa Benedetto XVI ne estese il culto liturgico alla Chiesa Universale (canonizzazione equipollente). Il 7 ottobre 2012 lo stesso papa Benedetto XVI proclamò santa Ildegarda di Bingen Dottore della Chiesa universale, unitamente al santo spagnolo Giovanni d'Avila. Il 25 gennaio 2021 papa Francesco ne ha istituito la memoria facoltativa per tutta la Chiesa universale, fissandola al 17 settembre.

### Dottore della Chiesa
La lettera apostolica ricorda che, fatto «allora non molto frequente per una donna», Ildegarda fu autorizzata a parlare in pubblico da papa Eugenio III e, per volere di Adriano IV e poi di Alessandro III, fu inviata in viaggi apostolici a predicare in piazze e Chiese cattedrali, malgrado le condizioni di salute attribuitele.
Secondo il documento, «il corpus dei suoi scritti, per quantità, qualità e varietà di interessi, non ha paragoni con alcun'altra autrice del Medioevo», comprendendo un ricco epistolario, i due trattati linguistici rispettivamente dal titolo Lingua ignota e le Litterae ignotae, «nei quali compaiono parole in una lingua sconosciuta di sua invenzione, ma composta prevalentemente di fonemi presenti nella lingua tedesca». Esso prosegue con una citazione delle sue parole:
(Ildegarda di Bingen, Explanatio Symboli Sancti Athanasii: PL 197, 1073.)
Perciò l'attribuzione del titolo di Dottore della Chiesa universale a Ildegarda di Bingen ha un grande significato per il mondo di oggi e una straordinaria importanza per le donne. In Ildegarda risultano espressi i più nobili valori della femminilità: perciò anche la presenza della donna nella Chiesa e nella società viene illuminata dalla sua figura.»
(Benedetto XVI, Lettera Apostolica di proclamazione, 7 ottobre 2012)
Nella concezione di una conoscenza che muove dai cinque sensi in direzione della fede in Dio si evidenziarono alcune idee presenti anche nella filosofia scolastica del suo tempo, di cui tuttavia sant'Ildegarda non seguiva il metodo di lettura critica e commento testuale, basandosi unicamente sulle proprie visioni profetiche, sul discernimento spirituale e i carismi ispirati da Dio.

## Visioni

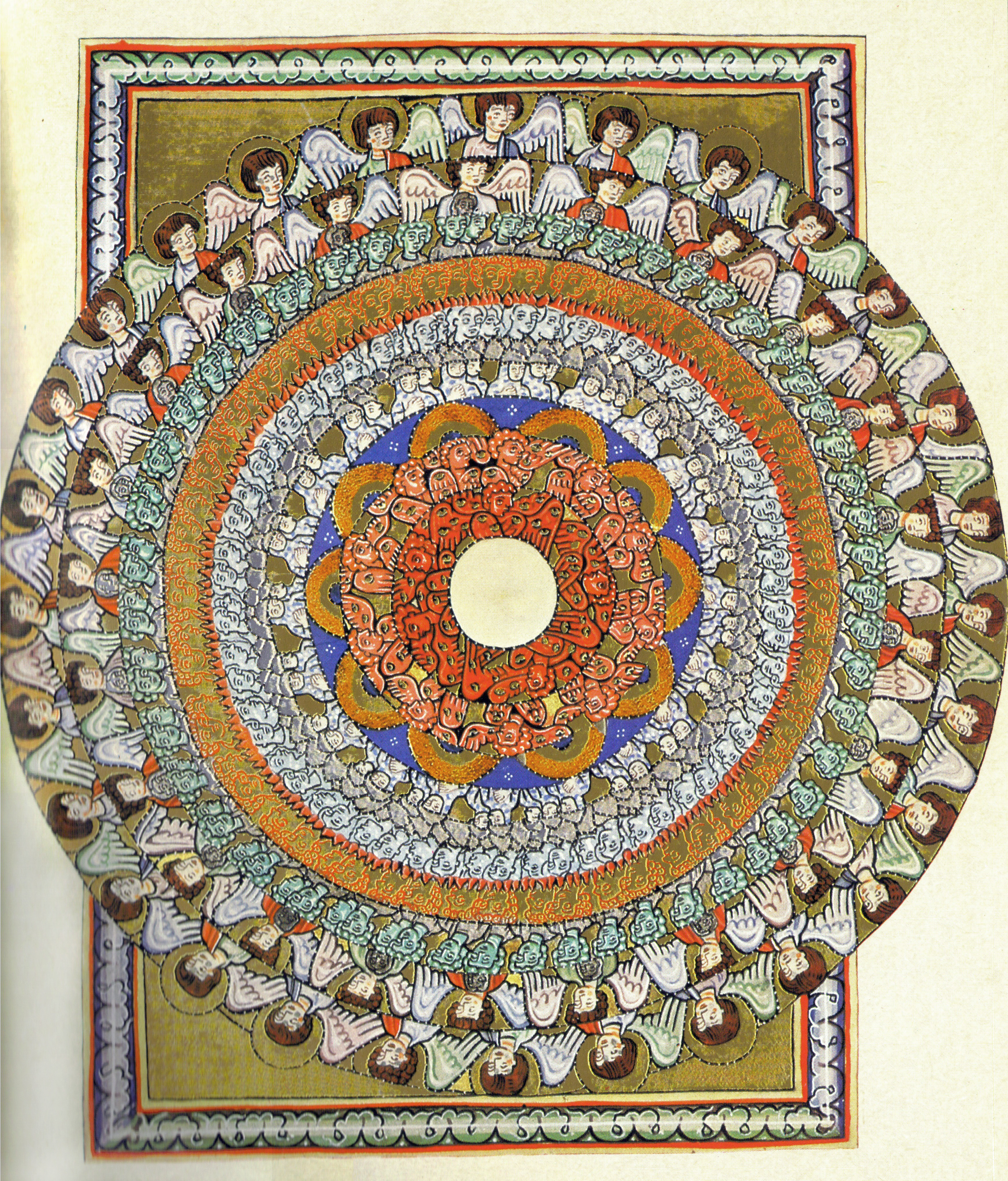
La gerarchia degli angeli, sesta visione del manoscritto Scivias (Codice di Wiesbaden, facsimile del 1927)

Ildegarda nel corso della sua vita ebbe numerosissime visioni, di cui ha lasciato dettagliati resoconti, illustrati con miniature in certi manoscritti dello Scivias e del Liber divinorum operum.
Fin dalla prima infanzia afferma di aver avuto una magna pressura che la invitò a parlare e scrivere sotto la sua ispirazione, dispensando consigli di vita pratica e spirituale e trattando le questioni più varie, concentrandosi sul sapere teologico. Ella definì questa voce interiore Luce del Dio vivente.
Pur essendo laica e non clerica, vale a dire una donna illetterata che non aveva potuto studiare nelle scuole, inspiegabilmente seppe scrivere nel latino parlato e compreso dei dotti, con competenza tecnica su materie che spaziavano dalla scienze naturali alla medicina, dalla linguistica alla letteratura, dalla filosofia alla teologia, dal diritto alla politica.
Nonostante questo, dalla sua opera emerge anche una costante umiltà, dato che a più riprese lei si definisce paupercula forma (una «povera, piccola figura»), secondo un tratto distintivo della spiritualità mistica del periodo e una bassa considerazione della sfera femminile, nel senso comune e nel pensiero dominante.
Alcuni studiosi hanno ipotizzato spiegazioni pseudo razionali piuttosto dibattute secondo cui l'origine di queste visioni sarebbe stato di tipo neurologico. Lo storico della scienza e della medicina Charles Singer le attribuì ad aure di origine emicranica; questa teoria è stata resa popolare dal neurologo Oliver Sacks.
Un tema ricorrente delle sue visioni riguarda la venuta dell'Anticristo (Liber Scivias III,11 e Liber divinorum operum, III,5).

## Opere

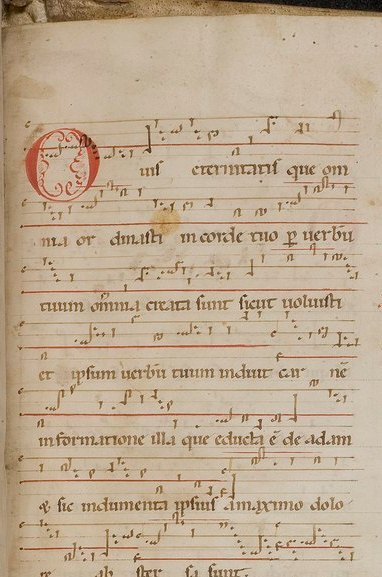
Veduta parziale del folio 466 retro del Codice di Wiesbaden (Riesencodex) con le parole del canto «O vis eternitatis» della Symphonia armonie celestium revelationum.

La cosiddetta "trilogia profetica" di Ildegarda è costituita da:
- Scivias, terminato nel 1151 (ed. Hildegardis Scivias, A. Führkötter - A. Carlevaris, CCCM, XLIII; XLIIIA, Turnhout, 1978).
- Liber vitae meritorum, iniziato nel 1158 (ed. Sanctae Hildegardis Opera, J.B. Pitra, Monte Cassino, 1882).
- Liber divinorum operum, terminato nel 1174 (ed. Liber divinorum operum simplicis hominis, in Patrologia Latina, vol. 197).

La trilogia costituisce anche un'opera sistematica di teologia morale.
Gli scritti naturalistici di Hildegard sono riuniti nel
- Liber subtilitatum diversarum naturarum creaturarum, che nella tradizione manoscritta fu poi smembrato in due parti:

a) Physica o Liber simplicis medicinae (edd. C. Daremberg e F. A. Reuss, in Patrologia Latina, vol. 197, che rappresenta il testo del manoscritto parigino; il «Frammento berlinese» è stato edito da H. Schipperges, «Sudhoffs Archiv» 40 (1956), pp. 41-77).
b) Causae et curae o Liber compositae medicinae (Causae et curae, ed. P. Kaiser, Leipzig, 1903).
Le altre opere sono:
- Ordo Virtutum (1152), la prima sacra rappresentazione del Medioevo (ed. Peter Dronke, Poetic Individualities in the Middle Ages, Oxford, 1970).
- Symphonia harmoniae celestium revelationum, databile al (1151-1158) (ed. Hildegard von Bingen: Lieder, edd. P. Barth, M.-I. Ritscher e J. Schmidt-Gorg, Salzburg, 1969), che contiene le liriche musicate da Ildegarda.
- Epistolae: ed. in Patrologia Latina, vol. 197; altre lettere in J. B. Pitra, Sanctae Hildegardis Opera, Monte Cassino, 1882; le lettere del manoscritto di Stoccarda sono state edite da F. Haug in «Revue Bénédictine» 43 (1931), 59-71; altre lettere dal manoscritto B sono state edite da Peter Dronke in Women Writers of the Middle Ages, Cambridge, 1984, pp. 256-64.
- Vita Sancti Disibodi
- Vita Sancti Reperti
- Expositio Evangeliorum
- Explanatio Simboli S. Athanasii[29]
- Explanatio Regulae Sancti Benedicti
- Lingua Ignota, Litterae ignotae: J. B. Pitra, Sanctae Hildegardis Opera, Monte Cassino, 1882 e in Patrologia Latina, vol. 197.

L'opera omnia di Ildegarda, nell'edizione della Patrologia Latina del Migne, è consultabile online con indici analitici.

### Codici

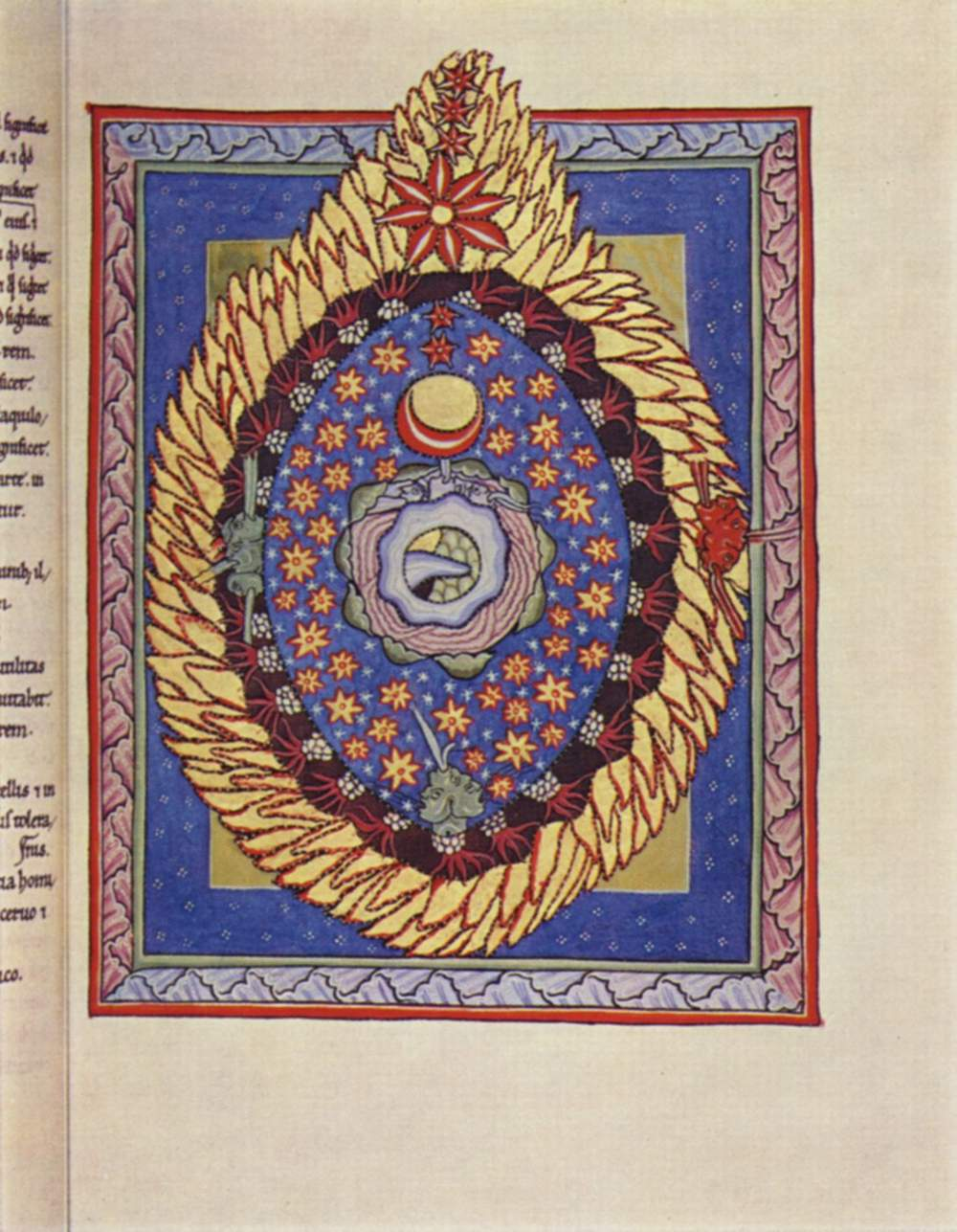
L'Universo, miniatura dallo Scivias del Rupertsberg (1165 circa)

Il codice principale contenente l'integralità delle sue opere a parte quelle naturalistiche è il cosiddetto Riesenkodex (o manoscritto gigante, chiamato cosi per le sue dimensioni di 30 cm per 45, e il suo peso di 15 chili), conservato a Wiesbaden (Hessische Landesbibliothek Hs. 2).
Solamente tre codici del Liber divinorum operum sono sopravvissuti fino ai giorni nostri. L'unico codice miniato, contenente dieci visioni della santa, era appartenuto al Convento dei Chierici regolari della Madre di Dio di Lucca, digitalizzato dalla Biblioteca di Stato locale. Fra i temi presenti nel prezioso manoscritto: l'immagine dello spirito del mondo, la struttura del cosmo, il sistema dei venti, la figura umana collocata al centro dell'universo, il tema del mostro e delle figure fantastiche ed allegoriche, il globo terrestre, lo schema della città.
Sant'Ildergarda compose 77 canti gregoriani in latino per coro femminile con assolo, mediante notazione neumatica, ad es. O rubor sanguinis, Sed diabolus (dedicato a Sant'Orsola). La direzione corale è complessa in quanto richiede una sorta di "descrizione della melodia nell'aria", non limitandosi ad una scansione temporale del ritmo della frase musicale.
Oltre il Riesenkode esiste anche un altro manoscritto molto completo, che contiene le sue opere liriche, si tratta del il Dendermonde Codex, conosciuto ance con altri nomi come: Codex Villarensis, Codex Termonde o ancora Codex 9 de l'Abbaye de Termonde. Il manoscritto, fu conservato prima in vari monasteri e nel 2017 fu affidato alle cure della biblioteca dell'Università di Leuven.

## Nell'arte

### Film
- Vision - Aus dem Leben der Hildegard von Bingen è un film tedesco della regista Margarethe von Trotta, dove Barbara Sukowa interpreta Hildegard. Il giorno della prima del film, 17 settembre 2009 è stato scelto per ricordare il giorno della morte di Ildegarda. Presentato al Festival del cinema di Roma, al 2014 il film non è stato doppiato in italiano.[34]
- in Barbarossa di Renzo Martinelli, Ildegarda, interpretata da Angela Molina, predice all'imperatore le ragioni della sua sconfitta e la causa della sua futura morte.
- Nel film Niente è come sembra di Franco Battiato, Ildegarda di Bingen è interpretata dall'attrice Sonia Bergamasco.

### Fiction
- Le visioni della santa e la lingua ignota costituiscono l'argomento principale del romanzo La pergamena maledetta (ISBN 978-88-541-5502-2) di Heike Koschyk, del 2013.

### Documentari
- Il tempo e la Storia - Ildegarda di Bingen: santa eclettica della modernità (puntata de Il Tempo e la Storia)[35]

### Dipinti
- La visione della Chiesa di santa Hildegard von Bingen è stata interpretata in chiave moderna dal pittore e incisore Giovanni Gasparro (n. 1983).[36]

### Musica
- 2011 Hildegard von Bingen la sibilla del Reno, O orzchis ecclesia: Ad Matutinum in I Nocturno, Symphonia harmoniae caelestium revelationum, Liber divinorum operum, Ensemble San Felice direttore Federico Bardazzi, Brilliant Classics
- Nel 2019, Angelo Branduardi ha pubblicato l'album Il cammino dell'anima, nove brani ispirati all'opera di Ildegarda di Bingen
- Nel 2020 Azam Ali, cantante del gruppo musicale Niyaz, ha interpretato le partiture originali "O Euchari" e "O Vis Aeternitatis".

### Architettura
La cosmologia di Ildegarda è presente nelle opere dei capimastri e architetti medievali, unitamente ai riferimenti al neoplatonismo, sezione aurea, macrocosmo e microcosmo, e pi greco.

### In italiano
- "ILDEGARDA DI BINGEN Microcosmo e Macrocosmo, la visione mirabile" a cura di Alberta Manni, prologo di Michela Pereira, Macerata, Ephemeria, 2022, ISBN 978-88-87852-57-8. URL consultato il 13 maggio 2024 (archiviato il 4 dicembre 2022)
- Giovanni Arledler-Anna Maria Cànopi, Santa Ildegarda di Bingen - Teologa, artista, scienziata. Edizioni Velar, 2014. ISBN 978-88-6671-074-5
- Peter Dronke, Donne e cultura nel Medioevo, Milano, Il saggiatore, 1986
- Sabina Flanagan, Ildegarda di Bingen, vita di una profetessa, Firenze, Le lettere, 1991
- Mariateresa Fumagalli Beonio Brocchieri, In un'aria diversa. La sapienza di Ildegarda di Bingen, Milano, Mondadori, 1992
- Luisa Ghiringhelli, Come lucido specchio. Libro dei Meriti di Vita, traduzione italiana del Liber Vitae Meritorum di Ildegarda di Bingen. Centro Studi Santa Ildegarda, Mimesis Edizioni, Milano 2013. ISBN 978-88-575-1707-0
- Giovanni Giambalvo Dal Ben e Michela Pereira (a cura di), Le vie di Ildegarda: saperi, contemplazione, cura, Verona, Gabrielli, 2020, ISBN 9788860994417
- Eduard Gronau, Hildegard: Vita di una donna profetica alle origini dell'età moderna, Milano, Ancora, 2004
- Eve Landis, Hildegard von Bingen. Ricette per il Corpo e per l'Anima, Milano, Tommasi, 2000
- Anne King-Lenzmeier, Ildegarda di Bingen. La vita e l'opera, Milano, Gribaudi, 2004
- Anne Lise Marstrand-Jørgensen, La guaritrice. Storia vera di Ildegarda di Bingen, traduzione italiana di Bruno Berni, Sonzogno, Venezia 2011, ISBN 978-88-454-1578-4
- Margherita Massari, Ildegarda di Bingen. Sibilla e dottore della chiesa, ed. Elemento, 2017
- Michela Pereira, Ildegarda di Bingen: maestra di sapienza nel suo tempo e oggi, Verona, Gabrielli, 2017, ISBN 978-88-6099-313-7
- Oliver Sacks, L'uomo che scambiò sua moglie per un cappello, Adelphi 1986 (The Man Who Mistook His Wife for a Hat, 1985)
- Claudia Salvatori, Ildegarda. Badessa, visionaria, esorcista, Milano, Mondadori, 2004
- Sara Salvadori, Hildegard von Bingen: viaggio nelle immagini, Milano, Skira, 2019, ISBN 9788857240145
- Sara Salvadori (a cura di), Hildegard von Bingen: nel cuore di Dio: Liber Divinorum Operum:  Le miniature di Lucca, Milano, Skira, 2022, ISBN 9788857246581
- Cristina Siccardi, Ildegarda di Bingen. Mistica e scienziata, Milano, Paoline Editoriale Libri, 2012 (biografia storico-spirituale tradotta anche in Portogallo)
- Hildegard Spaziante, Hildegard von Bingen e le miniature dello Scivias: un dono di Dio da riscoprire, Udine, Segno Ed., 2007
- Lucia Tancredi, Ildegarda. La potenza e la grazia, Roma, Città Nuova, 2009
- Rosel Termolen, Ildegarda di Bingen, Biografia, Roma, Libreria Editrice Vaticana, 2001
- Annalisa Terranova, Ildegarda di Bingen: mistica, visionaria, filosofa, Rimini, Il Cerchio, 2011
- in Medioevo, aprile 2010, Ildegarda di Bingen, pp. 52 e sgg
- Indice bibliografico selezionato riguardo a Ildegarda von Bingen, su internetculturale.it,  3. URL consultato il 26 giugno 2022 (archiviato il 4 settembre 2024)

### Altre lingue
- Audrey Fella, Hildegarde de Bingen, la sentinelle de l'invisible, Le Courrier du Livre, Paris, 2009
- W. Lauter, Hildegard-Bibliographie 1, Alzey, 1970 e 2, Alzey, 1984
- Anne Lise Marstrand-Jørgensen, Hildegard II, Copenaghen, Gyldendal, 2010
- Sara Salvadori, Hildegard Von Bingen: A Journey into the Images, Milano, Skira, 2019, ISBN 978-88-572-4015-2
- Sara Salvadori, Das Geheimnis der Bilder: Hildegard von Bingen und ihre Visionen, vgb Edition, 2021, ISBN 978-3-534-27339-3
- M. Schrader, A. Fuhrkotter, Die Echtheit des Schriftums der heiligen Hildegard von Bingen, Koln-Graz, 1956
- Charles Singer, The visions of Hildegard of Bingen, in Yale J. Biol. Med., vol. 78, n. 1,  pp. 57-82. URL consultato il 16 novembre 2017
- Hans Wilbrink, Amplexio Dei, de Omarming Gods, diss. (Ildegarda e Hadewijch) Maastricht/Aken 2006
- Laurence Moulinier, «Conception et corps féminin selon Hildegarde de Bingen». Storia delle Donne 1, nᵒ 1 (novembre 1, 2005), pp. 139‑157